# Epilampra tainana
Epilampra tainana är en kackerlacksart som beskrevs av Rehn, J. A. G. och Morgan Hebard 1927. Epilampra tainana ingår i släktet Epilampra och familjen jättekackerlackor.
Artens utbredningsområde är Kuba. Inga underarter finns listade i Catalogue of Life.